# Fratelli Montgolfier
I fratelli Joseph-Michel Montgolfier (Annonay, 26 agosto 1740 – Balaruc-les-Bains, 26 giugno 1810) e 
Jacques-Étienne Montgolfier (Annonay, 6 gennaio 1745 – Serrières, 2 agosto 1799) sono stati gli inventori della mongolfiera, mezzo aerostatico funzionante grazie all'aria calda.

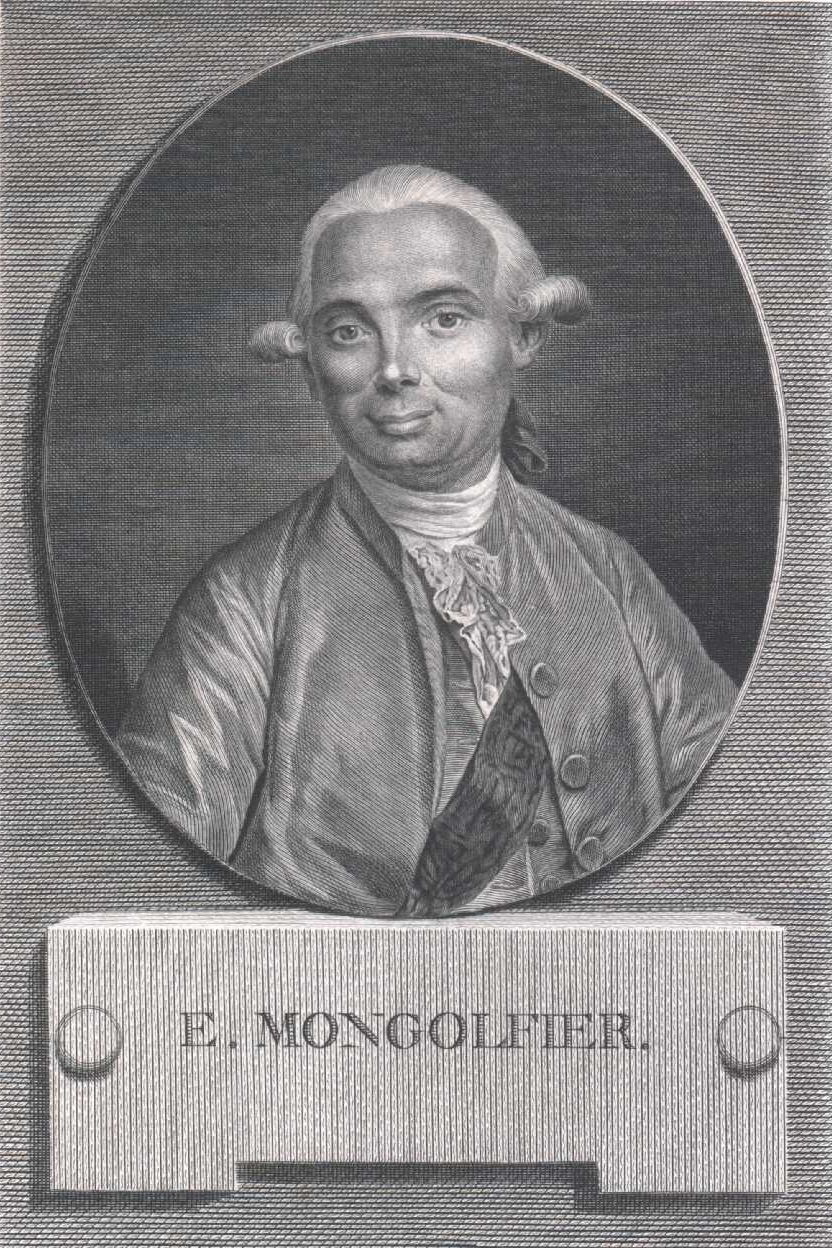
Jacques-Étienne Montgolfier

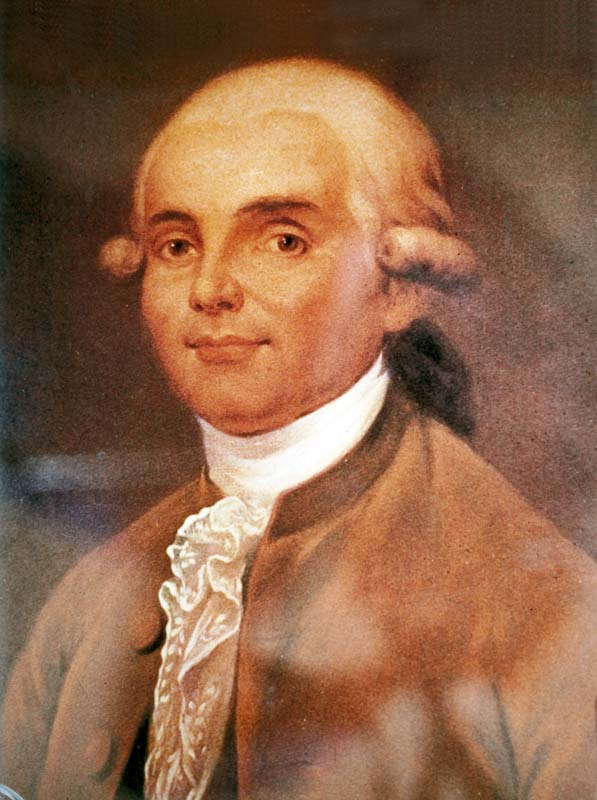
Joseph-Michel Montgolfier

La loro invenzione fu il primo aerostato a portare un essere umano in cielo. In seguito al successo dei loro esperimenti, furono nominati membri straordinari dell'Accademia francese delle scienze ed il padre Pierre ricevette, come riconoscimento, il titolo nobiliare ereditario de Montgolfier dal re Luigi XVI nel 1783.

## Biografia

### I primi anni
I due fratelli nacquero in una famiglia di ricchi fabbricanti di carta ad Annonay, un paese a sud di Lione (Francia).
La mentalità di Joseph era tipica dell'inventore: geniale e sognatore, ma poco pratico negli affari e nelle faccende personali. Intelligente e creativo per natura, si ribellava all'istruzione rigida e formale e per due volte fuggì dalla scuola. Ciononostante, la sua spontanea curiosità gli permise da autodidatta di raggiungere un'eccellente formazione nelle allora emergenti scienze fisiche. Tornato infine in famiglia, rimase comunque solo marginalmente coinvolto nelle attività industriali della cartiera.
Étienne (con questo nome Jacques-Étienne fu sempre più comunemente noto) aveva un carattere più regolare ed orientato agli affari di Joseph. Mandato inizialmente a Parigi perché si dedicasse agli studi di architettura, fu richiamato ad Annonay per prendere in mano gli affari di famiglia dopo l'improvvisa morte del fratello maggiore Raymond nel 1772. Nei successivi 10 anni Étienne si dedicò ad introdurre delle innovazioni tecnologiche nell'industria familiare (la produzione della carta era un'attività ad alto contenuto tecnico nel XVII secolo), riuscendo a portare le più recenti novità nelle proprie fabbriche. Il suo operato gli meritò un riconoscimento da parte del governo francese, a cui seguì un finanziamento perché la fabbrica Montgolfier potesse essere presa a modello per le altre fabbriche di carta della nazione.

### I primi esperimenti
Dei due fratelli, Joseph fu il primo a considerare la possibilità di costruire una macchina volante. Si ipotizza che un giorno, osservando i panni posti ad asciugare sopra un fuoco, notò che alcune parti ripetutamente si sollevavano verso l'alto.
Joseph iniziò a svolgere degli esperimenti specifici nel novembre 1782, quando viveva ad Avignone. Come egli stesso riportò pochi anni più tardi, stava una sera davanti ad un fuoco mentre rifletteva su una questione militare di attualità: un attacco alla fortezza di Gibilterra, che si era dimostrata imprendibile sia da terra che da mare. Joseph iniziò a pensare alla possibilità di un attacco dall'alto, con truppe sollevate in aria dalla stessa forza che innalzava le scintille del falò. Egli ipotizzava che all'interno del fumo vi fosse una qualche sostanza, un gas speciale (il "gas di Montgolfier"), dotato di una speciale proprietà che definì "lievità".
Sulla base di questi ragionamenti, Joseph costruì un contenitore a forma di scatola (delle dimensioni di 1 x 1 x 1,3 metri), usando un sottile foglio di legno per i lati e un rivestimento superiore in tessuto leggero di taffetà. Sotto il contenitore accese un falò di carta. L'oggetto si sollevò rapidamente dal suo supporto fino a urtare il soffitto. Joseph convinse poi il fratello a costruire un primo aerostato ad aria calda scrivendogli le seguenti poche, profetiche parole: "Presto, procurati una buona dose di taffetà e di corde, e ti mostrerò uno dei più sbalorditivi fenomeni al mondo!". Da quel momento in poi i due fratelli lavorarono assieme al progetto.
I due fratelli costruirono un nuovo apparecchio, in scala, tre volte più grande (27 volte in volume). Nel suo primo volo, il 14 dicembre del 1782, la spinta di sollevamento fu così forte che essi ne persero il controllo. L'aerostato volò per circa 2.000 metri. Dopo l'atterraggio, l'oggetto venne distrutto da quella che Étienne definì "l'indiscrezione dei passanti".

### Dimostrazioni pubbliche

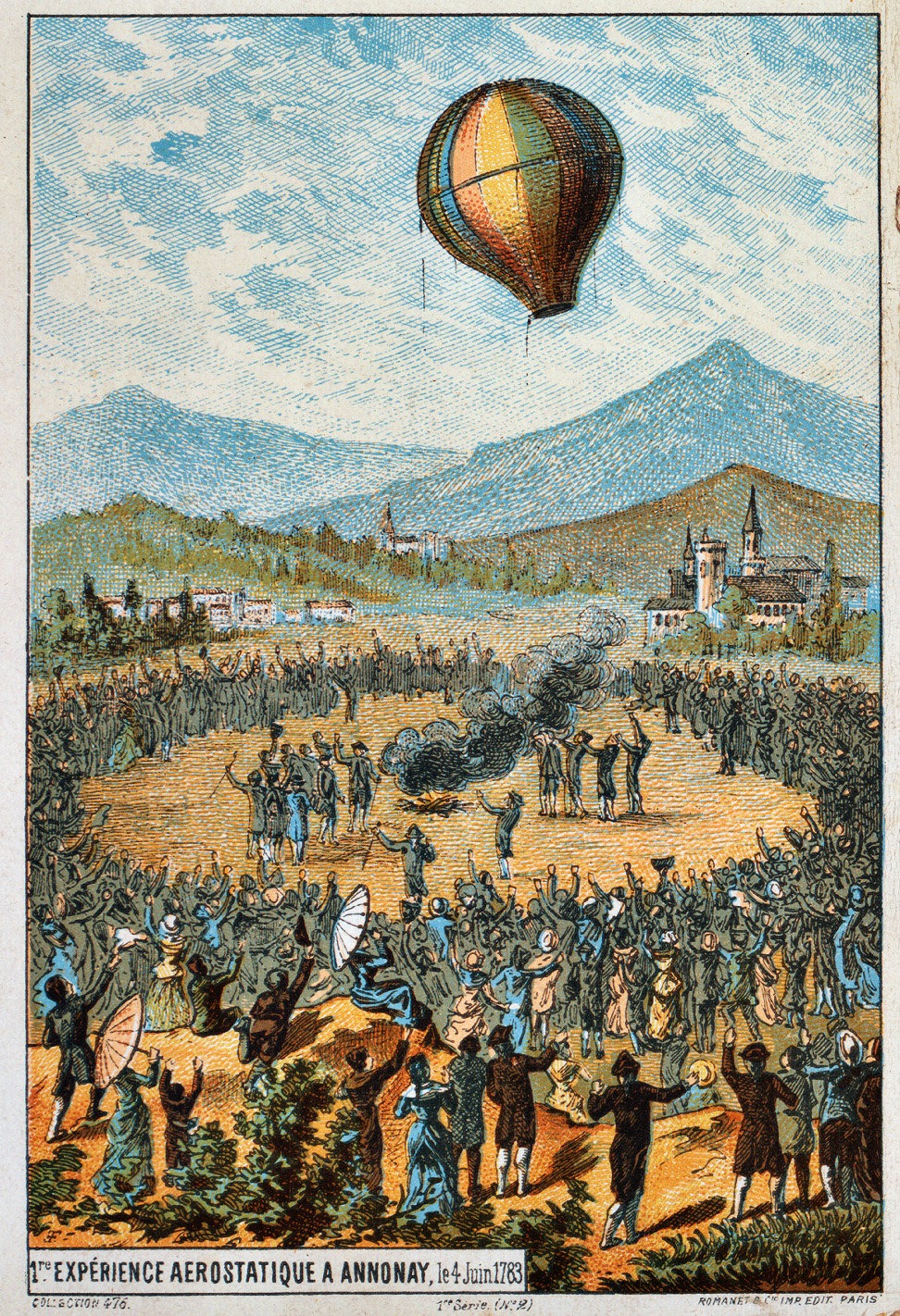
Prima dimostrazione pubblica ad Annonay, 4 giugno 1783

Stanti questi successi, i fratelli Montgolfier decisero di svolgere una dimostrazione pubblica del funzionamento dell'aerostato ad aria calda, e stabilire così la paternità dell'invenzione. Realizzarono quindi un apparecchio a forma di pallone sferico, realizzato con tela di sacco e tre strati interni di carta sottile. L'involucro sviluppava un volume interno di quasi 790 m3 d'aria e pesava 225 kg. Era composto da quattro parti (la cupola e tre segmenti laterali) tenute assieme da 1.800 bottoni. Una "rete da pesca" in cordame applicata all'esterno fungeva da rinforzo della struttura.
Il 5 giugno 1783 l'aerostato fu fatto volare nella prima dimostrazione pubblica ad Annonay, di fronte a un gruppo di notabili degli "états particuliers". Il volo coprì circa 2 km, durò 10 minuti e raggiunse l'altitudine stimata di 1.600-2.000 metri.
La notizia del successo raggiunse rapidamente Parigi. Étienne si recò nella capitale per tenere ulteriori dimostrazioni e per assicurare ai due fratelli la paternità dell'invenzione del volo. Étienne, avendo studiato a Parigi, aveva più familiarità con le abitudini e i costumi della città. Joseph, considerati i suoi modi originali e la sua timidezza, rimase presso la famiglia.
Il 27 agosto 1783 l'esperimento fu ripetuto a Parigi nel giardino delle Tuileries.
Vi era qualche preoccupazione sui possibili effetti di un volo in alta quota su degli esseri viventi. Esistono dei riferimenti a un bando emanato dal re Luigi XVI, che proibiva qualsiasi volo da parte di persone finché gli eventuali effetti sugli animali non fossero stati valutati (anche se non vi è evidenza diretta di un tale editto). È più probabile che fossero gli stessi inventori, prudentemente, a decidere di sperimentare il volo inizialmente solo su degli animali.

Stemma della famiglia de Montgolfier

Il 19 settembre 1783 l'"Aerostate Révellion" (come lo aveva chiamato Étienne) fu fatto volare con a bordo i primi aeronauti viventi: una pecora, un'oca ed un gallo, collocati in un cesto appeso alle corde del pallone. Questa dimostrazione ebbe luogo di fronte ad un'immensa folla raccolta nel palazzo reale di Versailles, presenti il re Luigi XVI e la regina Maria Antonietta. Il volo durò circa 8 minuti, coprì circa 3 km e raggiunse un'altezza di circa 500 metri; sarebbe potuto durare di più, ma l'aerostato era instabile, e perciò subito dopo il decollo si inclinò vistosamente su un lato, lasciando fuoriuscire dall'imboccatura una notevole quantità dell'aria calda contenuta all'interno. Gli animali, comunque, completarono il volo senza conseguenze.
Fra i primi a sopraggiungere sul punto di atterraggio vi fu Pilâtre de Rozier, che si era già candidato ad essere fra i primi aeronauti quando si fosse tentato il volo con uomini a bordo. Pierre Montgolfier infatti, padre degli inventori, aveva acconsentito che i figli lavorassero alla realizzazione degli aerostati invece di dedicarsi all'amministrazione delle cartiere di famiglia, a condizione che nessuno dei due tentasse di volare di persona.

### Il volo con equipaggio umano

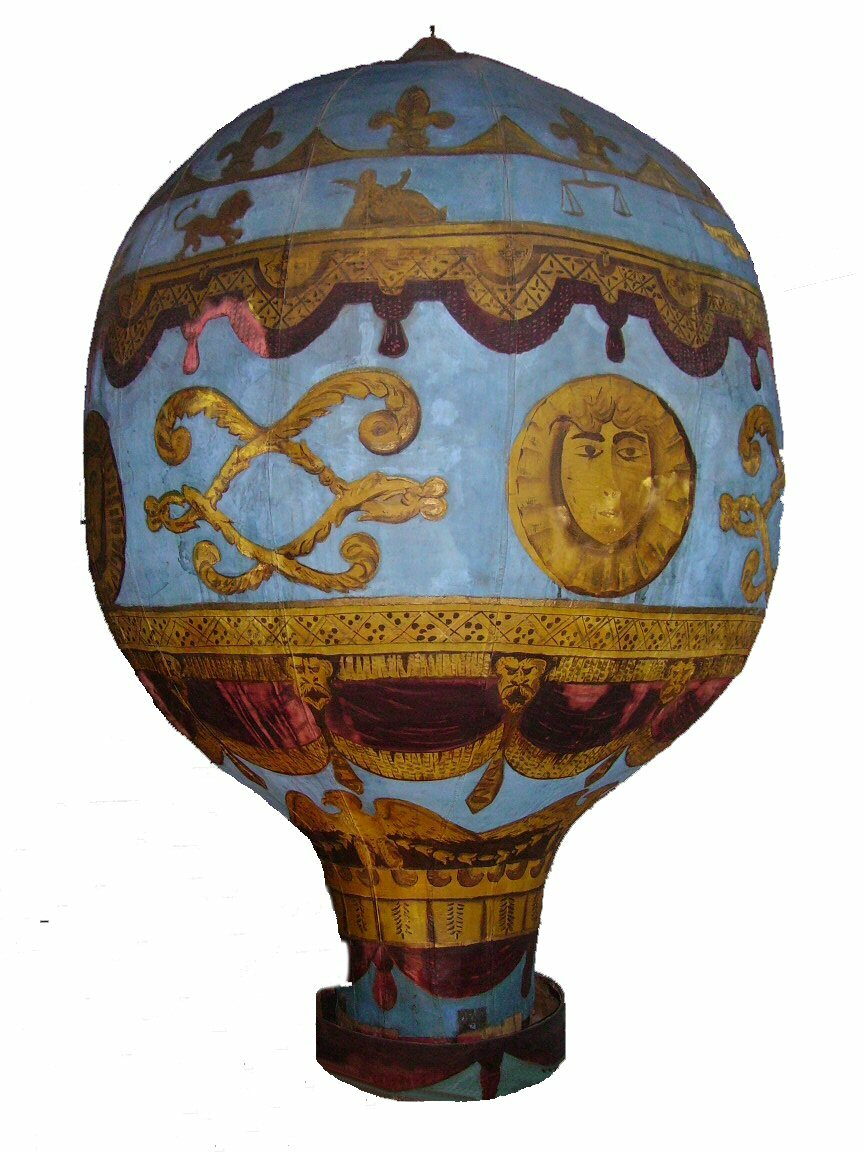
Un modello del pallone dei fratelli Montgolfier al London Science Museum

A seguito del successo dell'esperimento di Versailles, e sempre in collaborazione con Réveillon, Étienne iniziò la costruzione di un aerostato da 1.700 m3 che potesse consentire il volo con un equipaggio.
Il 21 novembre 1783 Pilâtre de Rozier e il marchese d'Arlandes realizzarono il primo volo libero umano su un aerostato intitolato alla regina Maria Antonietta (che tanto si era entusiasmata e prodigata a tale evento), coprendo in 25 minuti una distanza di circa 9 km, a una quota variabile intorno ai 100 m di altezza, sui tetti di Parigi.
La trasvolata fece notevole scalpore. Numerose iscrizioni celebrarono lo storico evento. Si produssero sedie con lo schienale a forma di aerostato e orologi da tasca in smalto e bronzo con il quadrante iscritto in un pallone. I francesi meno benestanti potevano acquistare stoviglie decorate con immagini del volo.
Il 1º dicembre 1783, il rivale dei Montgolfier Jacques Alexandre César Charles, assieme a Nicolas-Louis Robert, fece un esperimento analogo con un pallone a idrogeno anziché ad aria calda.

### Gli ultimi anni
Massoni, i fratelli Montgolfier furono membri della Loge des Neuf Soeurs, appartenente al Grande Oriente di Francia. Jacques-Étienne Montgolfier morì nel 1799 e ricevette sepoltura nel cimitero di Davézieux; Joseph-Michel Montgolfier morì nel 1810 e venne sepolto nel cimitero della cittadina natale di Annonay.

### Sviluppi futuri
Nel 1766 lo scienziato inglese Henry Cavendish aveva scoperto l'idrogeno, aggiungendo acido solforico a ferro, latta o trucioli di zinco. Lo sviluppo dell'aerostato a gas d'idrogeno, principalmente ad opera di Jacques Charles, procedette in parallelo agli esperimenti dei Montgolfier con l'aria calda. La crescita di entrambe le tecnologie veniva stimolata dalla consapevolezza della competizione fra le due soluzioni. Alla fine, la tecnologia basata sull'idrogeno finì per prevalere per diversi motivi, fra cui la decisione del governo di puntare sull'uso del gas. Per i successivi 180 anni i palloni a idrogeno rimasero la soluzione dominante e furono impiegati in tutte le più importanti imprese, compresa la trasvolata della Manica effettuata il 7 gennaio 1785 da Jean-Pierre Blanchard e John Jeffries.
I palloni basati sul riscaldamento dell'aria interna al posto del riempimento con gas leggeri sarebbero tornati in auge solo negli anni sessanta, quando Ed Yost risolse i problemi di sicurezza della classica mongolfiera, utilizzando il nylon come tessuto per l'involucro e il gas propano come combustibile per il bruciatore.

## Citazioni e omaggi
Il poeta Vincenzo Monti scrisse in onore dei fratelli un'ode, paragonando la loro impresa a quella mitica degli Argonauti (Al signor di Mongolfier). Tuttavia il volo descritto da Monti nell'opera non è quello dei Montgolfier del 21 novembre 1783 bensì quello di Charles e Robert del 1º dicembre, citati espressamente nel testo assieme a Montgolfier.